# 公社间主义
公社间主义（英語：Intercommunalism）是一种意识形态，由黑豹党奥克兰支部于1970年放弃革命民族主义后采纳。公社间主义者认为，大多数形式的民族主义已经过时，因为跨国公司和技术先进的帝国主义国家已经将大多数国家压缩成一系列为帝国中心服务的离散社区，这种状况被称为“反动公社间主义”。他们还认为，如果各个社区能够将“解放区”连接起来，组成反对帝国主义的统一战线，这种局面就可以被转变为“革命公社间主义”，最终实现共产主义。
黑豹党领导人休伊·牛頓认为，公社间主义的发展是必要的，“因为国家已经被转变为世界各地的社区”。公社间主义是黑豹党遗产中较为冷门的一个方面，因为它的大部分发展发生在该党遭到镇压、苟且求存的高峰时期。